# Ali Sabieh
Ali Sabieh è una città di Gibuti, situata nella parte meridionale del paese ad un'altitudine di circa 750 m s.l.m. È capoluogo della regione omonima e del distretto omonimo.
La cittadina crebbe di importanza all'inizio del XX secolo quando venne costruita la linea ferroviaria etiope tra Addis Abeba e Gibuti, di cui divenne la fermata principale della tratta tra Dire Daua e Gibuti. A causa della prossimità della frontiera con l'Etiopia Ali Sabieh è una tradizionale tappa delle carovane.
Nelle sue vicinanze si trova la pianura di Grand Bara.